# Johann Georg Sulzer

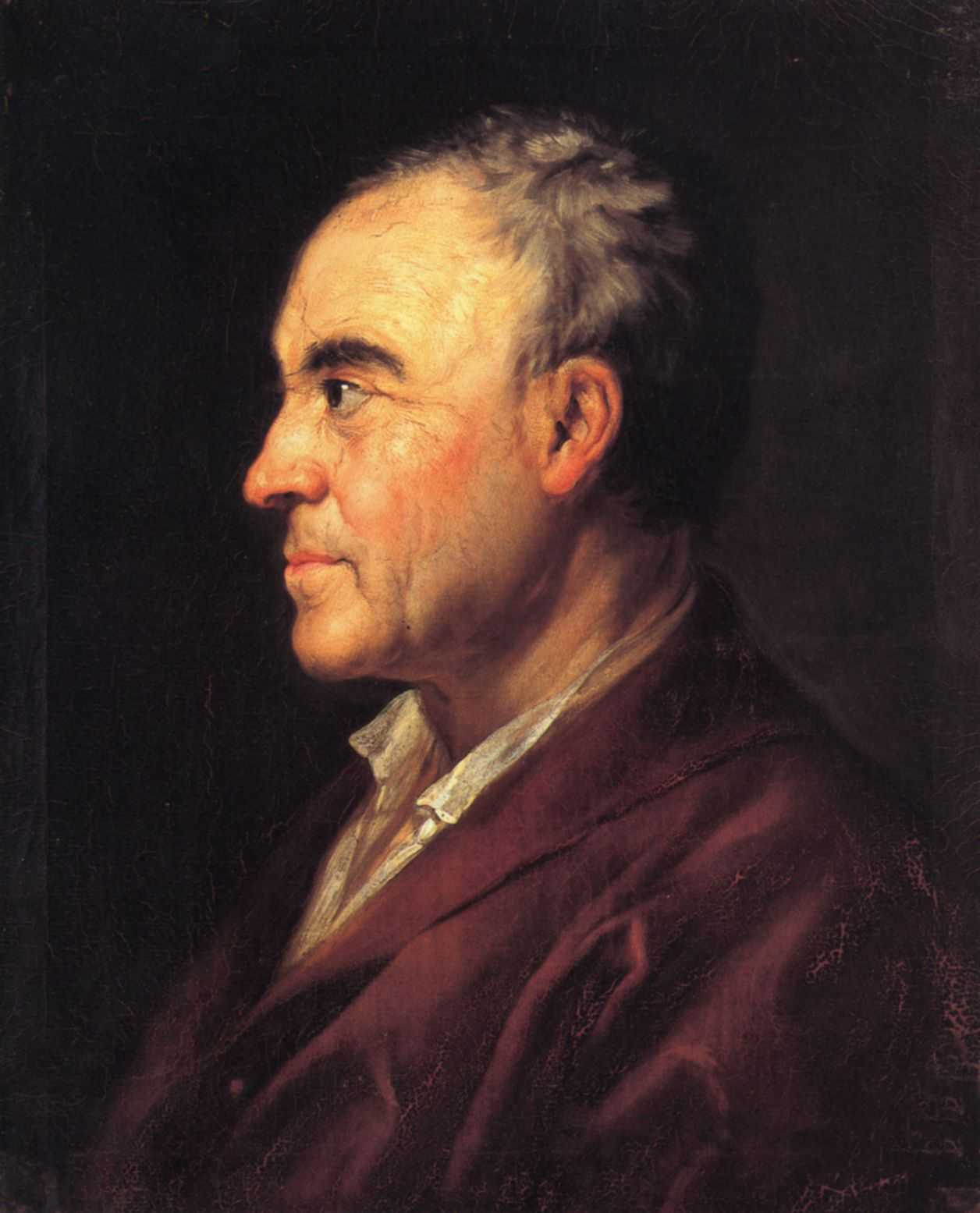
Johann Georg Sulzer, porträtt av Anton Graff.

Johann Georg Sulzer,  född den 5 oktober 1720 i Winterthur i kantonen Zürich, död den 27 februari 1779, var en tysk filosof och estetiker.
Sulzer blev 1747 professor i matematik vid ett gymnasium i Berlin och 1763 vid riddarakademien där. Sulzers främsta verk, Allgemeine theorie der schönen künste (1771 ff.; ny upplaga, 4 band, 1792-94), ett slags estetisk ordbok, hade på sin tid stort anseende. I detta arbete sökte författaren eklektiskt förena Wolffska skolans läror med de engelska och franska filosofernas åsikter samt göra intresset för de sköna konsterna beroende av moralen. 
Som estetisk popularisator blev han mycket betydelsefull; och de flesta svenska estetikerna under 1700-talets sista årtionden och 1800-talets början har hämtat näring ur hans "theorie". Sulzer utgav även Vorübungen zur erweckung der aufmerksamkeit und des nachdenkens (3 band, 1768; flera upplagor) med flera filosofiska och moraliska arbeten. Hans självbiografi utkom 1809. 